# Huta Szkła w Szczakowej

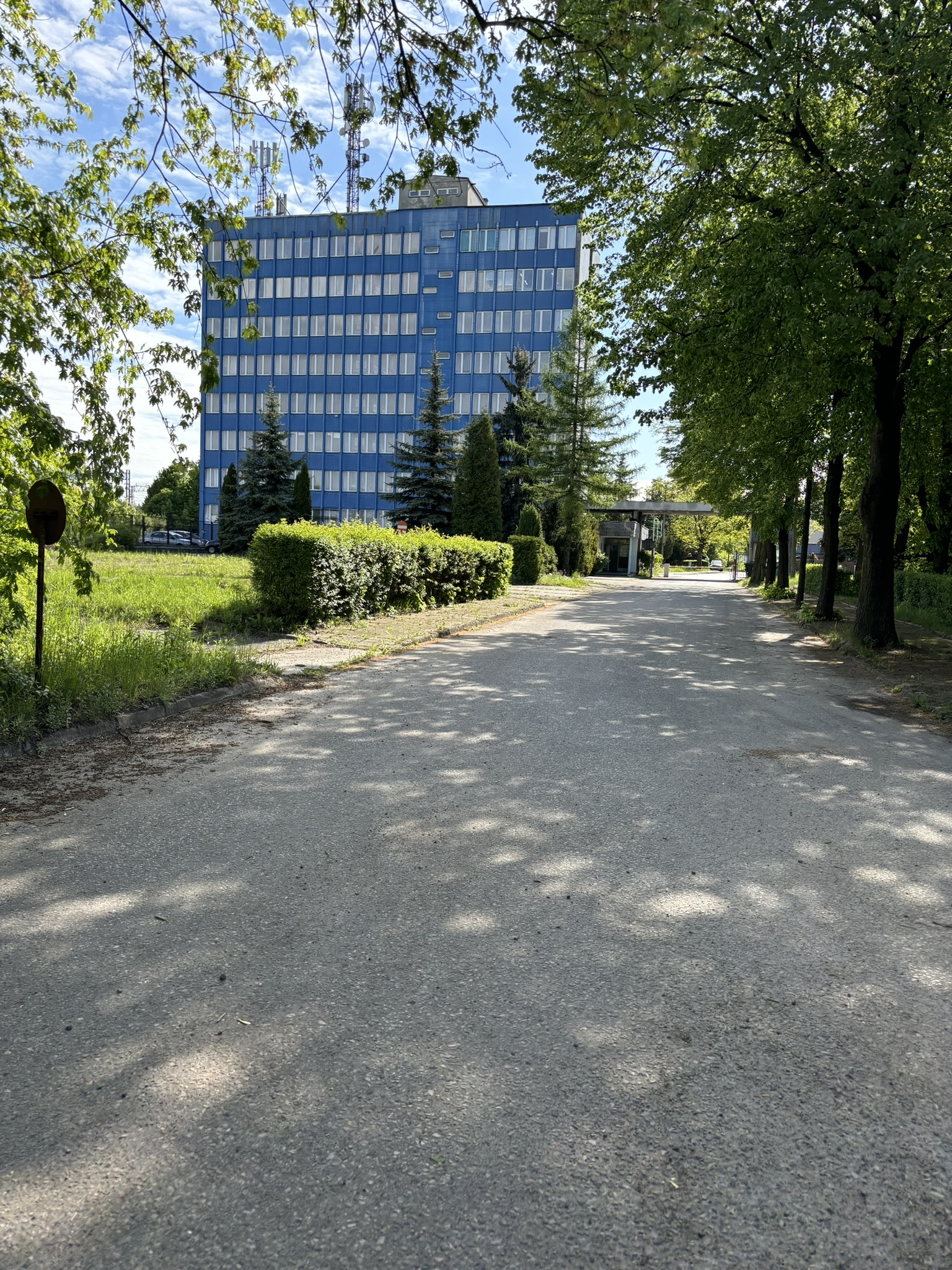
Biurowiec dawnej Huty Szkła w Szczakowej, 2025

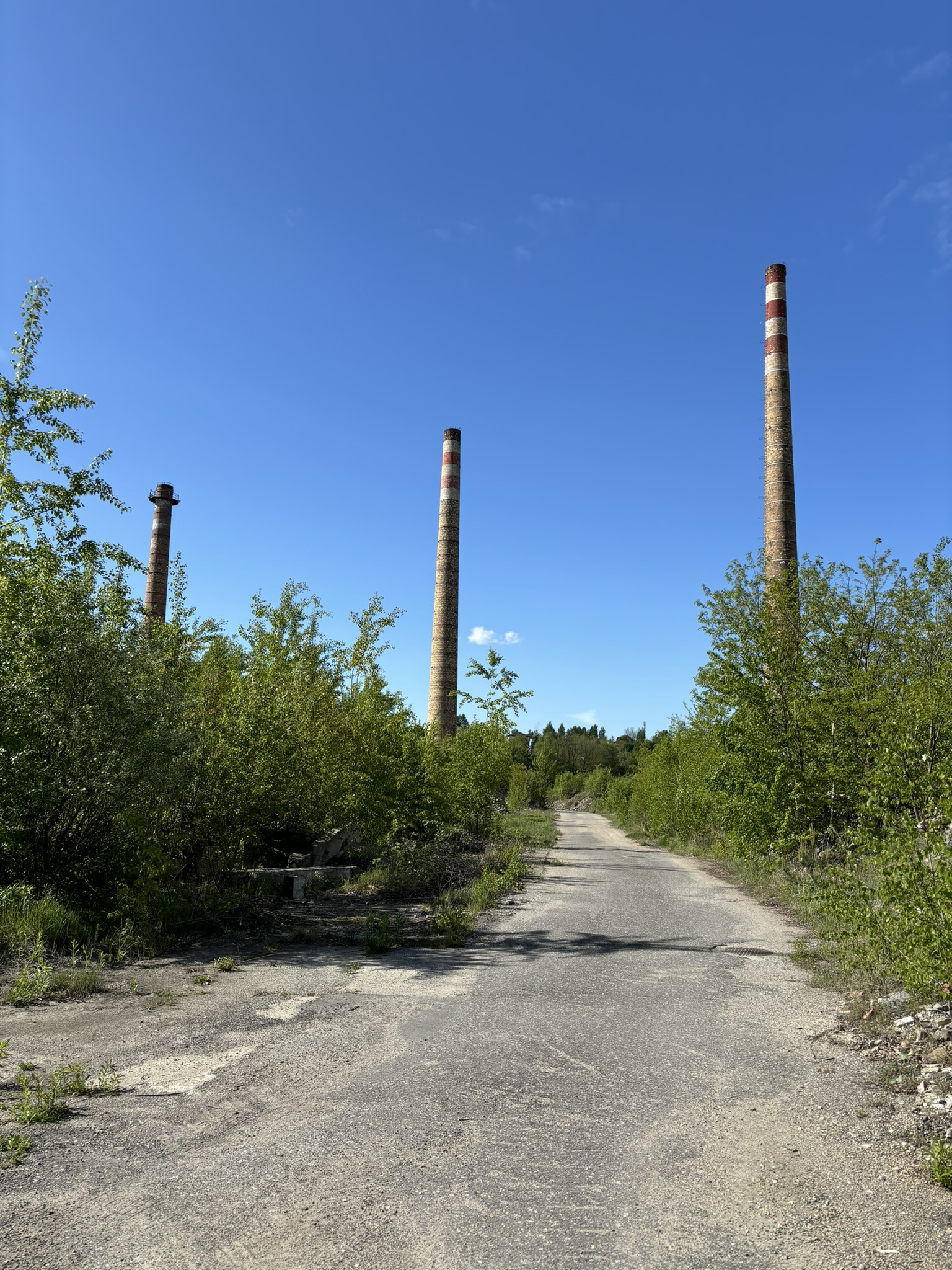
Trzy kominy dawnej Huty Szkła w Szczakowej, 2025

Huta Szkła w Szczakowej – dawna huta szkła funkcjonująca od 1911 roku do 2012 roku, znajdowała się na terenie miasta Szczakowa, a następnie po przyłączeniu znalazła się w granicach Jaworzna.

## Historia
Huta Szkła w Szczakowej rozpoczęła swoje funkcjonowanie w 1911 roku na terenach byłej fabryki sody. Właścicielem była austriacka firma „Kupfer i Glaser” z Wiednia. Zakład został przeniesiony z Tarnowa do Szczakowej. W 1912 roku huta zatrudniała 350 pracowników, jednak już 1913 roku pojawiły się pierwsze trudności, a w 1914 roku firma ogłosiła upadłość.
W dwudziestoleciu międzywojennym huta szkła została przejęta przez przedsiębiorców z Belgii. Ciężkie warunki pracy oraz częste łamanie praw pracowniczych skutkowały strajkami załogi zakładu, mającymi miejsce kolejno w latach 1931 oraz 1936. Strajki były koordynowane przez dwa związki zawodowe: Związek Związków Zawodowych oraz Klasowy Związek Zawodowy Chemików. W roku 1938 przystąpiono do remontu zakładu, co wiązało się ze zwolnieniem wszystkich pracowników.
W okresie II Wojny Światowej poszczególne części zakładu zostały przemianowane na Belgische Glasfabrik gmbh „Schakowa” (huta szkła okiennego) oraz Belgische AG der Subpolischen Glashutten (huta szkła lanego). W 1942 roku huta szkła została wydzierżawiona Związkowi Hut Niemieckich w Bawarii i zakłady przyjęły wspólną nazwą Oberschlesische Bauglasfabrik gmbh „Schakowa”.
W 1945 roku zakład stał się częścią firmy Małopolskie Fabryki Szkła sp. z o.o. i jeszcze w tym samym roku wznowiono produkcję szkła. W 1949 roku huta otrzymała nazwę Huta Szkła w Szczakowej. Na początku lat 50. rozważano zamkniecie zakładu ze względu na słabe wyniki produkcyjne, jednak dzięki staraniom nowo mianowanego dyrektora zakładu Mieczysława Rusina, który objął to stanowisko w 1952 roku, udało się zmodernizować procesy produkcji oraz poszerzyć jej zakres o baloniki żarówkowe.
W latach 60. zakład ponownie przyjął nazwę Huta Szkła Okiennego „Szczakowa”, były to też lata kolejnych modernizacji m.in. uruchomiono produkcję szkła szlifowanego i szkła termoizolacyjnego.
W 1973 roku Huta Szkła Okiennego „Szczakowa” stała się częścią kombinatu Zjednoczone Huty Szkła Budowlanego „Vitrobud” w Sandomierzu. W 1979 roku zakład rozpoczął produkcję szkła szlifowanego wykorzystywanego w przemyśle meblarskim, tego samego roku zakończyła się budowa biurowca administracyjnego huty.
W latach 80. huta zaprzestała produkcji baloników żarówkowych i rozpoczęto wytwarzanie szklanek.
W latach 90. pojawiły się problemy finansowe, często zmieniał się właściciel zakładu, w końcu zaczęto zwalniać pracowników, redukować produkcję aż ostatecznie ją wstrzymano. W 2012 roku zapadła decyzja o likwidacji firmy oraz o wyburzeniu budynków huty – obecnie pozostał biurowiec i trzy kominy.